# Matthieu Jeannès
Pour les articles homonymes, voir Jeannès.
Matthieu Jeannès, né le 14 novembre 1987 à Saint-Yvi, est un coureur cycliste français, membre de l'équipe Côtes d'Armor Cyclisme Marie Morin.

## Biographie
Né à Saint-Yvi, Matthieu Jeannès est issu d'une famille passionnée de cyclisme. Son grand-père Yves a été coureur cycliste chez les amateurs dans les années 1940-1950, tout comme son grand-oncle Pierre, avant que son père Christophe ne suivre le même chemin. Son frère Thibault pratique également ce sport. 
Il prend sa première licence en 1995 à l'ES Kerfeunteun. 

### Carrière sportive

#### 2006-2010: débuts espoirs en Bretagne
Il rejoint le Vélo Sport de Scaër en 2006, pour son passage chez les espoirs (moins de 23 ans). En 2007, il change d'équipe et signe au BIC 2000, l'un des meilleurs clubs bretons. Cette année-là, il est sacré champion du Finistère, devant cinq de ses coéquipiers.
En 2009, il livre une prestation remarquée lors de la classique bretonne Manche-Atlantique, face à plusieurs professionnels comme Fabrice Jeandesboz ou Laurent Mangel. Échappé en tête de course, il résiste pendant près de 70 kilomètres, avant d'être finalement repris, non sans marquer le public breton.

#### 2010-2011: passage chez Côtes d'Armor puis retour au BIC 2000
En 2010, il signe dans l'équipe Côtes d'Armor. Vainqueur du Grand Prix du Tridour, il se classe également troisième d'une épreuve de la Ronde finistérienne ou encore cinquième du Grand Prix Gilbert-Bousquet. Au mois de juillet, il participe à l'Étape du Tour, cyclo-sportive empruntant le même parcours que la 17e étape du Tour de France, entre Pau et le col du Tourmalet. Sur ce tracé montagneux, il prend la deuxième place, seulement devancé par l'ancien professionnel Jean-Christophe Currit.
Finalement, il retrouve son ancien club BIC 2000 en 2011. Troisième de La Gislard et du Grand Prix de la Pentecôte à Moncontour, il s'impose ensuite au Grand Prix du Tridour, pour la seconde année consécutive. Durant l'été, il termine quatrième de Manche-Océan, puis monte sur le podium final du Tour de la Dordogne, à la troisième place.

#### 2012: retour au VS Scaër
En 2012, il retrouve de nouveau un de ses anciens clubs : le Vélo Sport Scaërois, pour avoir davantage de libertés sur les courses. Pour sa reprise, il se classe septième du Circuit de l'Essor et dixième de la Ronde du Pays basque, deux manches de l'Essor basque. En mars, il s'impose sur la première étape du Tour du Pays de Lesneven, puis termine septième du Grand Prix Gilbert-Bousquet, huitième des Boucles guégonnaises et neuvième du Circuit du Morbihan. Cependant, il met sa carrière entre parenthèses à la  fin de l'année, gêné par des soucis d'artère iliaque.  

#### 2014: retour à la compétition
Après avoir pratiqué le triathlon, il reprend finalement le cyclisme en 2014, au club Leucémie Espoir Cyclisme. En juin, il se rend au Canada avec son frère Thibault, où il exerce une activité de coaching sportif dans une école de cyclisme. Dans le même temps, il dispute plusieurs courses avec le Vélo Select Racing, club cycliste de Montréal. Avec celui-ci, il se distingue en remportant une étape et le classement général de la Green Mountain Stage Race, aux montagnes vertes. En fin d'année, il court plusieurs courses sur l'île de Tobago dans l'équipe PSL-Well Services Petroleum, avec son frère. Il prend la 13e place de la Tobago Cycling Classic, compétition de l'UCI America Tour, tandis que son frère Thibault termine quatrième. 

#### 2015-2016: expérience professionnelle chez Lupus Racing
En 2015, il remporte le Grand Prix de Sainte-Martine, organisé par son équipe Velo Select Racing, et termine troisième d'une étape du Grand Prix cycliste de Saguenay, au Canada. Il signe ensuite dans l'équipe continentale américaine Lupus Racing, après avoir été repéré par Phil Cortes, ancien coureur et directeur sportif de cette formation. Sous ses nouvelles couleurs, il se classe dixième d'une étape au Tour du lac Qinghai puis dispute le Tour d'Alberta, au service de son coéquipier New-Yorkais Kyle Murphy. Le 20 septembre, il participe avec Lupus Racing au championnat du monde du contre-la-montre par équipes de marques, à Richmond. À l'issue de cette saison, il prolonge son contrat avec l'équipe américaine.
En 2016, il obtient une troisième place à la Vuelta de República Dominicana, en République dominicaine. Cependant, l'équipe Lupus Racing cesse ses activités, et il retourne courir chez les amateurs français en fin de saison, prenant la troisième place du Tour de Rhuys.

#### 2017: retour chez les amateurs au Team Probikeshop Saint-Étienne Loire
En 2017, il signe dans l'équipe Probikeshop Saint-Étienne Loire. Pour son retour en métropole, il obtient diverses places d'honneur : troisième du championnat d'Auvergne-Rhône-Alpes, cinquième du Tour du Canton du Pays Dunois, huitième de Le Poinçonnet-Limoges et du Grand Prix de Saint-Étienne Loire. Durant l'été, il obtient deux podiums sur la Ronde finistérienne, puis s'impose en l'espace d'une semaine à Beuzec puis à Névez, deux courses comptant pour le classement du Challenge Sud-Océane, dont il prend la troisième place. 
Au mois de novembre, il figure parmi les cyclistes français sélectionnés en équipe d'Auvergne-Rhône-Alpes pour participer au Tour du Rwanda, à la suite du désistement de Théo Vimpère. Pour sa première course sur le continent adfricain, il passe tout proche d'obtenir la victoire sur la deuxième étape, seulement devancé par le Suisse Simon Pellaud à Rubavu, le jour de ses 30 ans. Au classement général, il se classe septième.

#### 2018-
À partir de 2018, il revient en Bretagne pour rejoindre le club Hennebont Cyclisme. Il effectue sa reprise lors de l'Essor basque, avec pour meilleure performance une troisième place, sur la Ronde du Pays basque. Toujours en hiver, il termine deuxième du Grand Prix Gilbert-Bousquet, devancé au sprint par Thibault Ferasse, puis sixième des Boucles guégonnaises. Mi-avril, il s'impose en solitaire sur la Ronde du Porhoët, sa première victoire en catégorie élite nationale. Au mois de mai, il signe dans l'équipe continentale canadienne Probaclac-Devinci.
Au mois d'octobre 2019, il est recruté par l'équipe continentale américaine Illuminate pour participer au Tour de Croatie une épreuve inscrite au calendrier de l'UCI Europe Tour.

## Palmarès
| - 2007 - Champion du Finistère sur route - 2010 - Grand Prix du Tridour - 2e de l'Étape du Tour - 2011 - 1re étape du Tour Nivernais Morvan (contre-la-montre par équipes) - Grand Prix du Tridour - 3e de La Gislard - 3e du Grand Prix de la Pentecôte à Moncontour - 3e du Tour de la Dordogne - 2012 - 1re étape du Tour du Pays de Lesneven - 2014 - Green Mountain Stage Race : - Classement général - 2e étape - 2015 - Grand Prix de Sainte-Martine - 2016 - 3e du Tour de Rhuys | - 2017 - Grand Prix de Beuzec-Conq - Grand Prix de Névez - 2018 - Ronde du Porhoët - 2e du Grand Prix Gilbert-Bousquet - 3e de la Ronde du Pays basque - 3e de La Melrandaise - 2019 - Grand Prix de Guichen - Grand Prix des Filets Bleus - 5e épreuve de la Ronde finistérienne - 2e de la Ronde du Porhoët - 2e de l'Estivale bretonne - 3e du Souvenir Louison-Bobet - 3e du Tour de Rhuys |

## Classements mondiaux
| Année            | 2015 | 2016 |
| ---------------- | ---- | ---- |
| UCI America Tour | 447e | 557e |